# Hökmarkmeteoriten

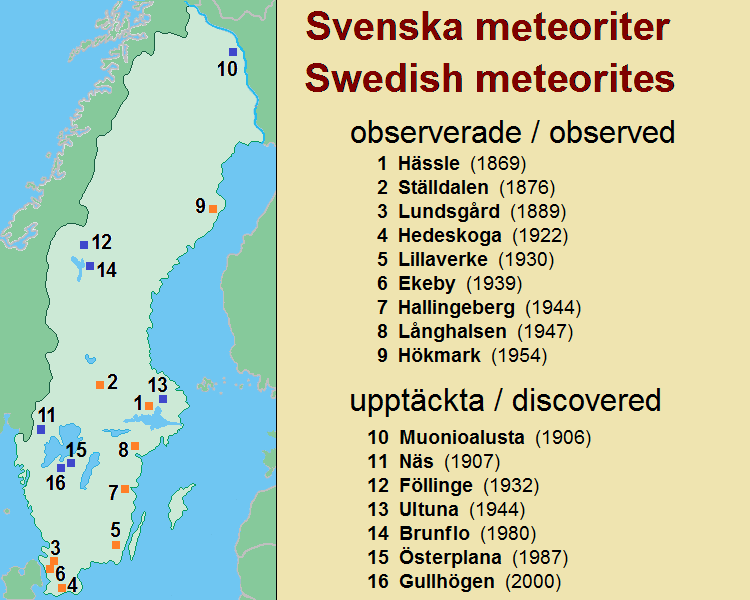
Karta över svenska meteoritnedslag, Hökmark, 1954 (nr 9)

Hökmarkmeteoriten är en stenmeteorit som slog ner den 9 juni 1954. Meteoriten är en av de få observerade meteoritnedslag i Sverige.

## Nedslagsplatsen
Nedslaget skedde vid Hökmark i Lövångers socken i Skellefteå kommun i Västerbottens län.
Nedslaget skedde kring klockan 20:30 efter att ljudet av den fallande stenen hade hörts kort dessförinnan.
Händelsen publicerades bland annat i Svenska Dagbladet (12 juni) och i lokaltidningen Norra Västerbotten.
1961 lämnades en beskrivning av meteoriten och nedslaget dels av geologen Kurt Fredriksson (The Meteoritical Bulletin, nr 20, mars 1961, s 2,"Of Meteorites of Sweden") och dels av David Malmqvist (Bulletin of the geological institutions of the University of Uppsala, 1961, s 95-118, "Der Meteoritenfall von Hökmark am 9. Juni 1954")

## Meteoriten
Meteoriten är en stenmeteorit (Kondriter) och består till största delen av olivin och pyroxen.
Meteoriten splittrades troligen i flera delar vid nedfallet, fyndet omfattade först en enda sten med en vikt på cirka 109 gram som återfanns samma dag. Dagen efter upphittades ytterligare en del med en vikt på cirka 197 gram.
Dessa två delar inköptes och förvaras idag på Naturhistoriska riksmuseet (Enheten för Mineralogi).